# World Top Four de Voleibol
World Top Four de Voleibol foi uma competição de vôlei criada em 1988 e que durou até 1994, com intervalos de dois anos entre uma edição e outra, sendo o Japão a sede única. As equipes participantes eram todas convidadas para o torneio. Em 1996, o campeonato teve o título alterado para World Super Challenge.

## Quadro de Medalhas
Masculino
| Ordem | País           | Medalha de ouro | Medalha de prata | Medalha de bronze | Total |
| ----- | -------------- | --------------- | ---------------- | ----------------- | ----- |
| 1     | Rússia         | 2               | 0                | 0                 | 2     |
| 2     | Itália         | 1               | 1                | 0                 | 2     |
| 3     | Brasil         | 1               | 0                | 0                 | 1     |
| 4     | Japão          | 0               | 1                | 1                 | 2     |
| 4     | Países Baixos  | 0               | 1                | 1                 | 2     |
| 6     | Estados Unidos | 0               | 1                | 0                 | 1     |
| 7     | Argentina      | 0               | 0                | 1                 | 1     |
| 7     | Cuba           | 0               | 0                | 1                 | 1     |

Feminino
| Ordem | País           | Medalha de ouro | Medalha de prata | Medalha de bronze | Total |
| ----- | -------------- | --------------- | ---------------- | ----------------- | ----- |
| 1     | Cuba           | 2               | 0                | 0                 | 2     |
| 2     | Rússia         | 1               | 1                | 1                 | 3     |
| 3     | China          | 1               | 1                | 0                 | 2     |
| 4     | Japão          | 0               | 1                | 1                 | 2     |
| 5     | Brasil         | 0               | 1                | 0                 | 1     |
| 7     | Estados Unidos | 0               | 0                | 1                 | 1     |
| 7     | Peru           | 0               | 0                | 1                 | 1     |

Geral
| Ordem | País           | Medalha de ouro | Medalha de prata | Medalha de bronze | Total |
| ----- | -------------- | --------------- | ---------------- | ----------------- | ----- |
| 1     | Rússia         | 3               | 1                | 1                 | 5     |
| 2     | Cuba           | 2               | 0                | 1                 | 3     |
| 3     | Brasil         | 1               | 1                | 0                 | 2     |
| 3     | China          | 1               | 1                | 0                 | 2     |
| 3     | Itália         | 1               | 1                | 0                 | 2     |
| 6     | Japão          | 0               | 2                | 2                 | 4     |
| 8     | Países Baixos  | 0               | 1                | 1                 | 2     |
| 8     | Estados Unidos | 0               | 1                | 1                 | 2     |
| 10    | Argentina      | 0               | 0                | 1                 | 1     |
| 10    | Peru           | 0               | 0                | 1                 | 1     |